# NGC 7607
NGC 7607 is een dubbelster in het sterrenbeeld Pegasus. Het hemelobject werd op 5 augustus 1880 ontdekt door de Duitse astronoom Ernst Wilhelm Leberecht Tempel.